# Bharathipura, Tirthahalli
Bharathipura là một làng thuộc tehsil Tirthahalli, huyện Shimoga, bang Karnataka, Ấn Độ.